# Veliki Orehek
Veliki Orehek este o localitate din comuna Novo mesto, Slovenia, cu o populație de 88 de locuitori.